# Blato (vattendrag)
Blato (bulgariska: Блато) är ett vattendrag i Bulgarien.   Det ligger i regionen Sofija-grad, i den västra delen av landet, 12 kilometer norr om huvudstaden Sofia.
Trakten runt Blato består till största delen av jordbruksmark. Runt Blato är det tätbefolkat, med 849 invånare per kvadratkilometer.